# Cacería voraz 2
Cacería voraz 2 es una película de terror del 2008, escrita y dirigida por Victor Salva. Esta comedia de terror es la secuela de la película original Feast. La película se estrenó el 6 de octubre de 2008. 

## Sinopsis
Han pasado dos años después de los acontecimientos de Feast. La reina motociclista, hermana gemela de la mamá de Harley, descubre que le volaron el brazo a su hermana en la película anterior. Al descubrir que el camarero sobrevivió, ella lo tortura diciéndole que él mató a la mamá de Harley. Él revela que fue Bozo y le apunta a una ciudad en la que vive. Ella golpea al camarero y lo lleva con ella allí. 
Antes de los acontecimientos de la primera película, la ciudad fue invadida por los monstruos. Un par de pequeños luchadores mexicanos llamados Thunder y Lighting fueron atacados por estos y la novia de Lightning fue asesinada. Dentro de la cárcel, un "Hobo" estaba en una caldea para tratar de enfrentarse a la metanfetamina y cuestionó en dónde se secuentra su autobús (laboratorio de metanfetamina de expediente). El sheriff se burló de él antes de ser asesinado. Un vendedor de coches llamado Slasher encontró la evidencia de su esposa engañándola con uno de sus empleados y apenas escapó de los monstruos. La reina motociclista y cuatro de sus amigos llegan a la ciudad desierta con el camarero, ignorando los cuerpos sin vida mientras buscan a Bozo, y se cruzan con Slasher, los secretos de su esposa y el hombre con el que mantiene una relación, Greg. El grupo es atacado por un monstruo, que mata a una e las chicas biker, la Chica Got. Lotros y el camarero se dirigen al apartamento de Bozo, donde se encuentran con Honey Pie, la chica que dejó el grupo de la primera película detrás del bar. Bartender brutalmente la ataca y la golpea por la ventana y en la calle. Honey Pie sobrevive a la caída y se va la clandestinidad. 
Slasher, Greg y Secrets reciben una llamada de los luchadores, pero antes de que los encuentren son emboscados por ciclistas. Ambos grupos llegan a un garaje donde los hermanos y su abuela se esconden. Posteriormente, el grupo trata de llegar a la cárcel, pero el vagabundo se ha sellado a sí mismo. 
Como los luchadores intentan forjar una llave maestra para la casa cárcel, Greg disecciona a uno de los monstruos, hiriendo gravemente a la abuela de los luchadores cuando la criatura vomita. Descubren un ojo en sus intestinos que actúa como un sistema de alarma, y hace que se haga un aullido aterrador en el proceso. Como resultado, los demás monstruos pululan el garaje. Los hermanos regresan con la llave pero el grupo debe ir a la azotea para escapar de los monstruos. Los sobrevivientes en el techo oyen a un bebé que llora, atrapado dentro de una camioneta, Slasher lo vendió antes del ataque. A la mañana siguiente, Greg intenta salvar al bebé, pero cuando se encuentra con un monstruo y su plan fracasa, él lanza al bebé en el aire, dejándolo caer a la boca del monstruo y muere una vez que se lo come como una distracción cuando tiene problemas para escapar.
Mientras tanto, Honey Pie, quien ha pasado la noche atrapada en una tienda, es emboscada por uno de los monstruos. Se las arregla para golpearlos hacia fuera de la tienda y utiliza sus garras para hacer un agujero en el cristal a prueba de balas de la puerta de la tienda. Mientras ella está saliendo, el monstruo recupera la conciencia y comienza a perseguirla por la calle.
Atrapado en el techo, el grupo sacrifica a la Chica Splat, y a los monstruos y la moda una catapulta con la Reina Motociclista y la ropa de las chicas biker'. Usando a la abuela gravemente herida del luchador para probarla, causan que ella choque contra un muro y muere. Trueno llega a la catapulta, pero se lanza a la calle, donde lo monstruos lo atacan rápidamente y destripan. Entonces Greg está gravemente herido cuando el tubo de escape de la moto, vuela en la cabeza. Mientras tanto, Relámpago cruza la calle bajo la protección de un bote de basura. Trueno, a quien le faltan las piernas, se arrastra lejos mientras Rayo agarra la llave que había caído al suelo. Rayo llega a la casa de la cárcel, pero a medida que se abre la puerta del hobo lanza un cartucho de dinamita a cabo. Rayo se agacha en el bote de basura para protegerse de la explosión y se lanzó al otro lado de la calle.
Honey Pie, quien llegó a la frontera de la ciudad, es herida por la metralla de volar la papelera y cae al suelo, aparentemente muerta. Los otros miran como los monstruos comienzan rompiendo en la azotea. De repente, Honey Pie se levanta, agarra su pistola y va gritando de angustia.

## Reparto principal
- Jenny Wade como Honey Pie.
- Clu Gulager como el camarero.
- Diane Ayala Goldner como la Reina Motociclista.
- Martin Klebba como Thunder.
- Carl Anthony Payne como Slasher.
- Tom Gulager como Greg.
- Hanna Putnam como Secrets.
- Juan Longoria Garcia como Lightning.
- William Prael como Hobo.
- Judah Friedlander como la Reina Motociclista.
- Chelsea Richards como la Chica Tat.
- Melissa Reed as como la chica Tit.
- Linda MacKinnon como la abuela.
- Marc Macaulay como el Sheriff.
- Cassie Shea Watson como la chica Splat.
- Katie Supple Callais como la chica Tot Girl.

### Otros personajes
- Josh Blue como el Profeta Bus Gus.
- Kent Jude Bernard como Puker.